# Spilosoma kebea
Spilosoma kebea är en fjärilsart som beskrevs av Bethune-Baker 1904. Spilosoma kebea ingår i släktet Spilosoma och familjen björnspinnare. Inga underarter finns listade i Catalogue of Life.